# Matteo Zennaro
Matteo Zennaro, född den 30 april 1976 i Venedig, Italien, är en italiensk fäktare som tog OS-brons i herrarnas lagtävling i florett i samband med de olympiska fäktningstävlingarna 2000 i Sydney.